# Raketenrohr 80

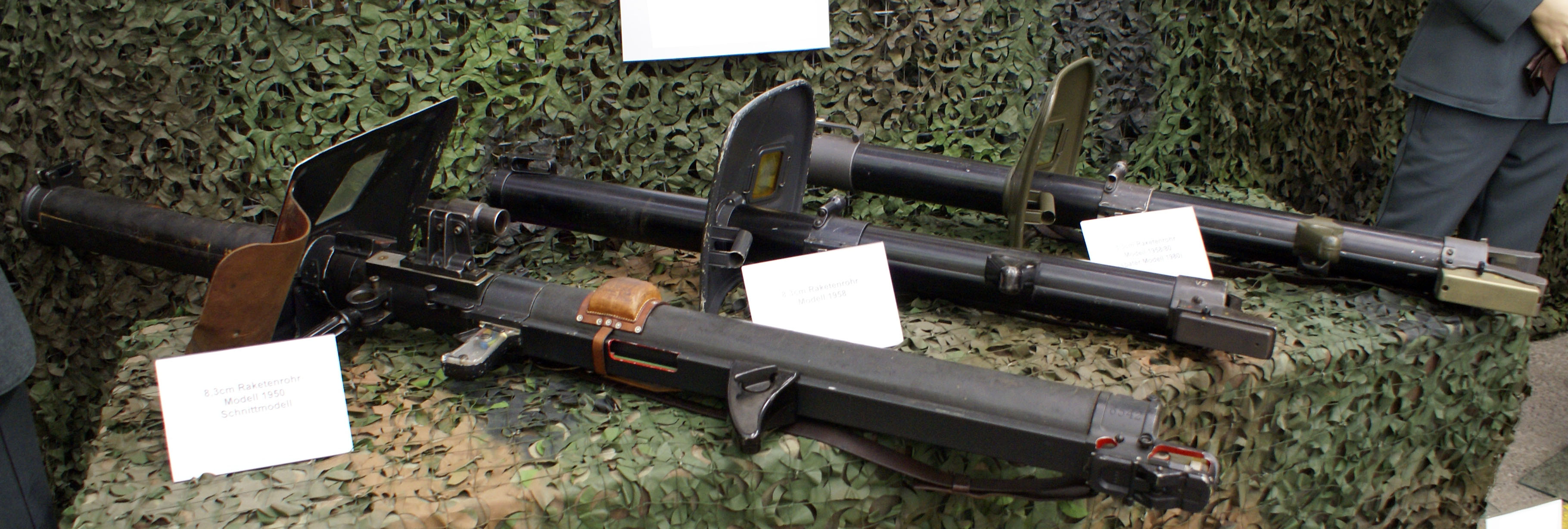
Modelle 1950, 1958 und 1980

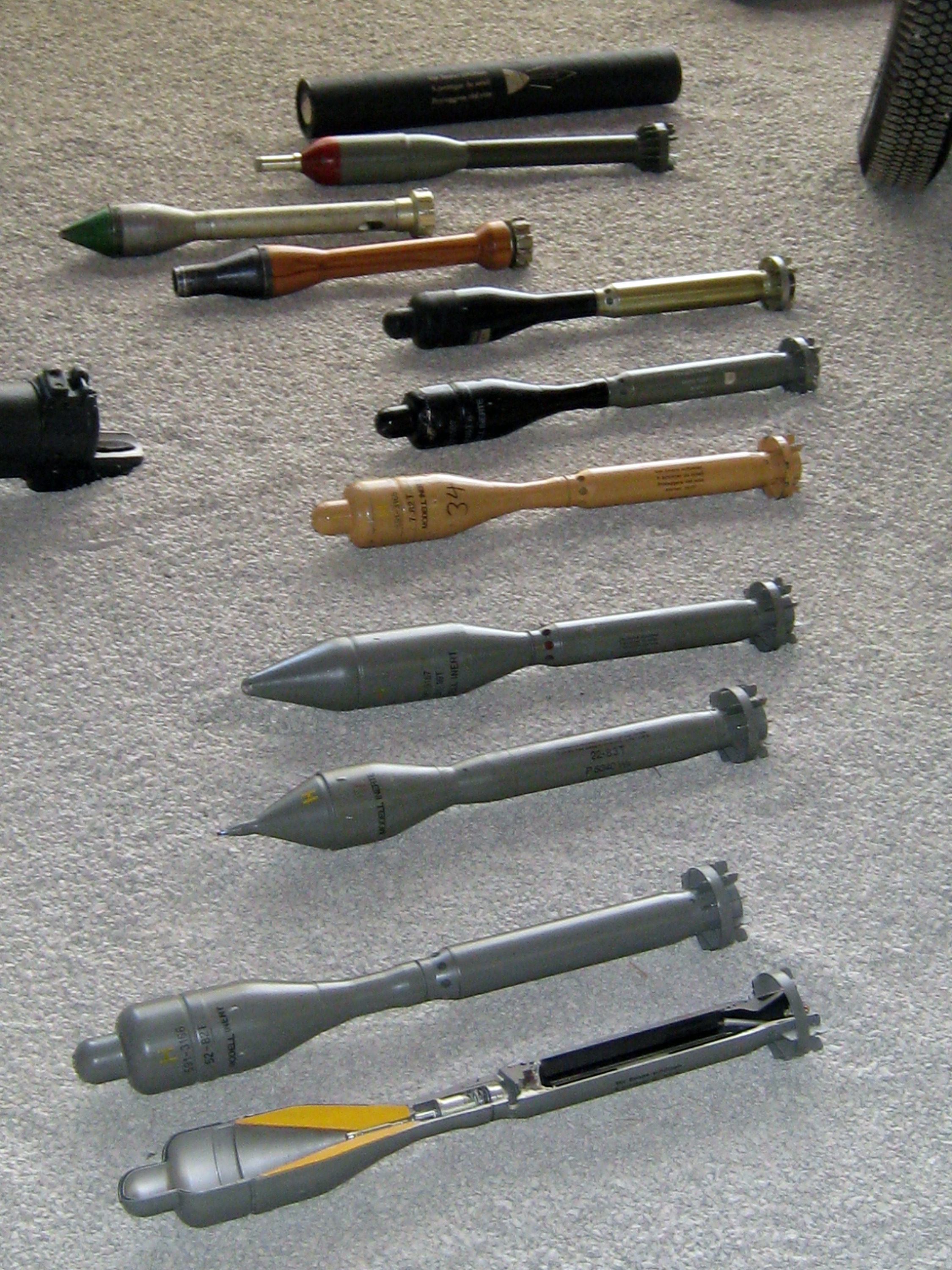
Munition für Rak Rohr

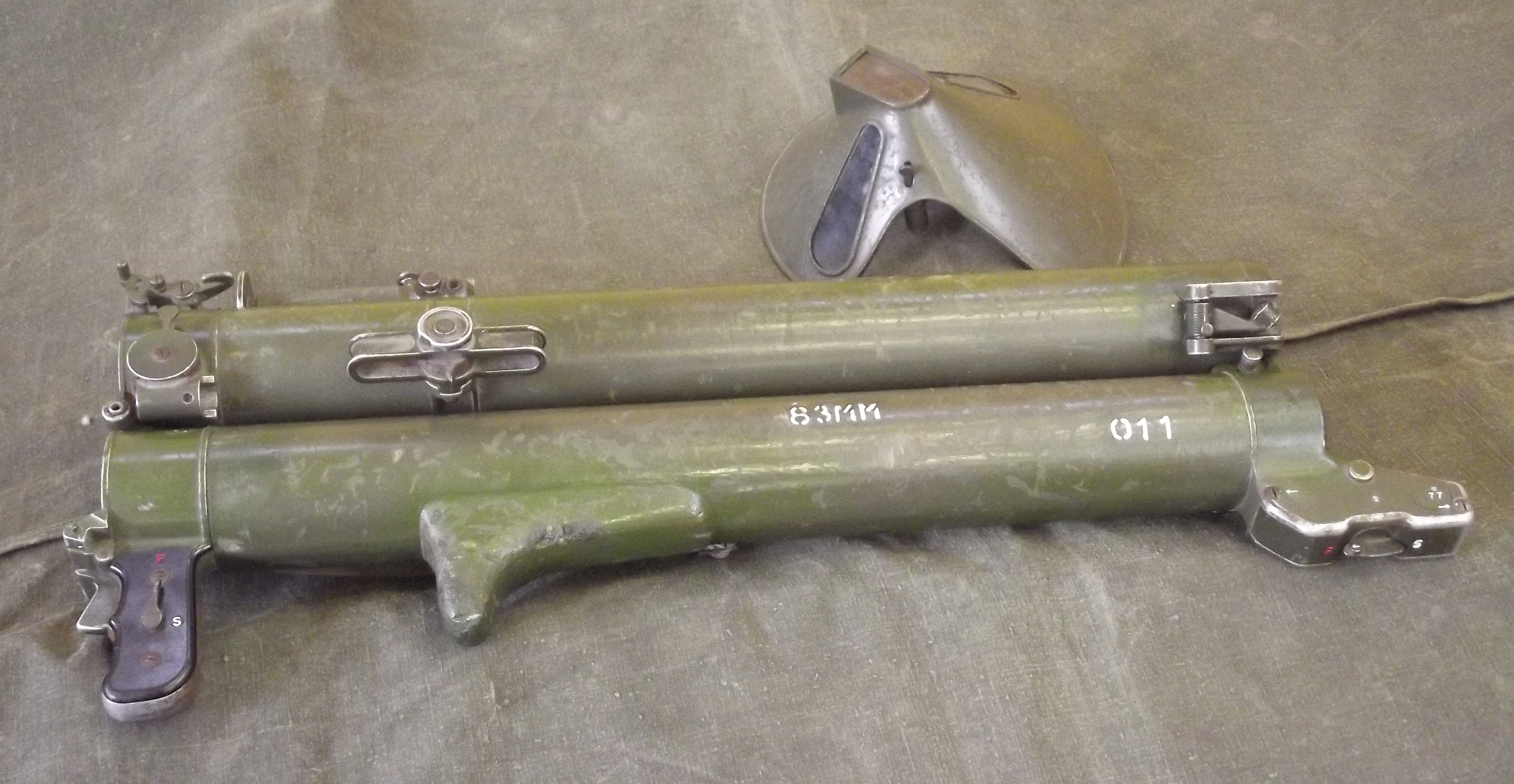
Mecar Blindicide RL-83, zusammengeklappt

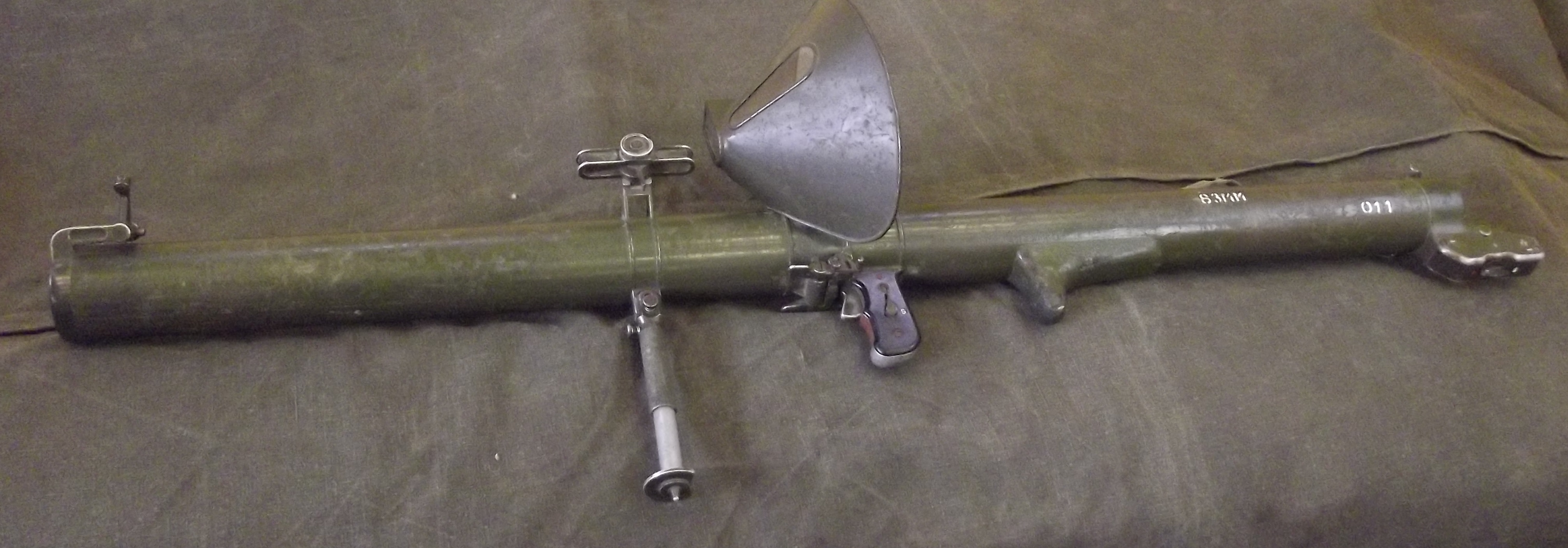
Mecar Blindicide RL-83

Das 8.3 cm Raketenrohr 80 (8.3 cm Rak Rohr 80) war eine 1980 eingeführte, wiederverwendbare rückstoßfreie Panzerabwehrhandwaffe der Schweizer Armee.

## Ursprung und Entwicklung
Das Raketenrohr wurde in der Société Anonyme Constructions Mécaniques du Léman (CML) von Edgar Brandt entwickelt. Gleichzeitig entwickelte er bei MECAR (Société Anonyme Belge de Mécanique et d’Armement) die ähnliche Waffe RL-83 Blindicide, welche daraufhin in verschiedene Staaten exportiert wurde. Die erste Schweizer-Version wurde Raketenrohr 50 bezeichnet und wurde im Jahr 1951 mit 5'500 Exemplaren in der Schweizer Armee eingeführt. Später folgten die Ausführungen Raketenrohr 58 und schliesslich das Raketenrohr 80. Mit insgesamt 20'000 Stück war das Raketenrohr die am weitesten verbreitete Panzerabwehrwaffe der Armee 61 und Armee 95.

## Charakteristik
Das Raketenrohr 80 war vor allem eine Waffe zur Bekämpfung von gepanzerten Zielen. Die praktische Schussdistanz betrug für fahrende Ziele 210 m und für stehende Ziele bis zu 300 m. Ähnlich der Raketenpanzerbüchse 54 war das Raketenrohr 80 eine reine Raketenwaffe, der Vortrieb des Geschosses erfolgte durch den Treibsatz auch während des Fluges. Verschossen wurden von hinten zu ladende Hohlladungsgeschosse und Beleuchtungsraketen. Als Besonderheit wurde den Gebirgstruppen ein spezielles Stangenvisier abgegeben, das den Einsatz des Raketenrohrs 80 zur Lawinensprengung ermöglichte.

## Technische Daten
Das Raketenrohr 80 bestand aus einem aus Aluminium gefertigten Abschussrohr und einem demontierbaren Schutzschild.
- Kaliber: 83 mm
- Länge: 1300 mm
- Gewicht: 8.25 kg

Brennschlussgeschwindigkeiten:
- Hohlladungsgeschoss: 200 m/s
- Beleuchtungsrakete: 115 m/s

Durchschlagsleistung Panzerstahl:
- mind. 300 mm RHA

## Einsatz

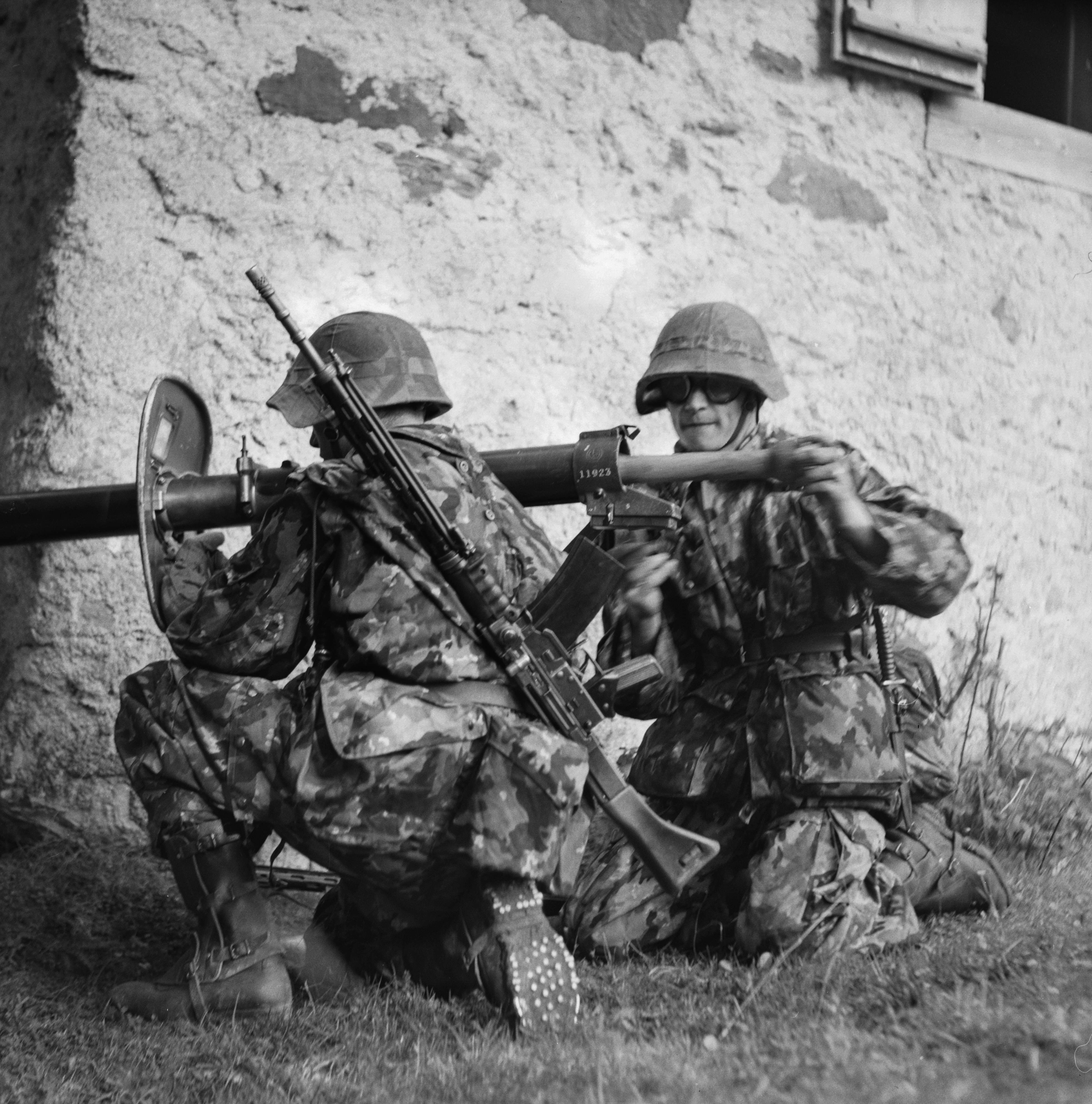
Schweizer Soldaten mit einem Raketenrohr

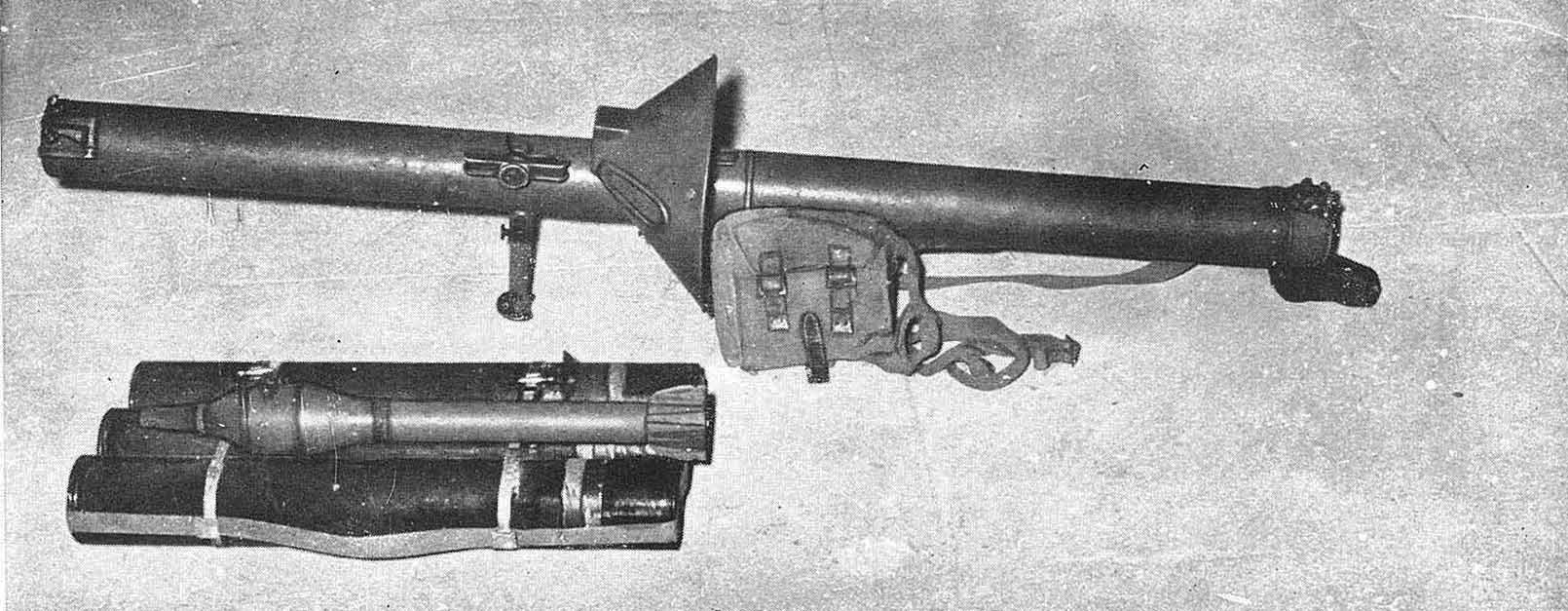
Indonesische Blindicide RL-83

Der Einsatz erfolgte in einem Trupp zu zwei Soldaten. Ein Soldat als Schütze, der zweite als Lader. Der Lader war zugleich zuständig für den Raketentransport. In einem Rucksack wurden vier Raketen mitgeführt. Die Leistungsnorm sah vor, dass bei erstellter Feuerbereitschaft mit drei Schuss in 20 Sekunden ein Ziel dreimal, oder in 30 Sekunden drei Ziele je einmal zu treffen waren.
Der Gruppenführer leitete die zwei Raketenrohrtrupps seiner Gruppe parallel. Die beiden Trupps wurden durch die Positionsnummer 34 und 56 in der Gruppe unterschieden. Das Ziel, seine Distanz und Geschwindigkeit wurden durch den Gruppenführer vorgegeben. Der Schütze antwortete mit dem gewählten Visier, dem vertikalen Haltepunkt und dem horizontalen Vorhalt. Nach Freigabe oder Korrektur durch den Gruppenführer wurde das gewählte Ziel durch den Schützen bis zu Zielvernichtung selbstständig bekämpft.
Beispiel für eine Feuerleitung des Trupps 56:
| Situation                                                 | Feuerleitung Gruppenführer     | Quittierung Schütze  |
| --------------------------------------------------------- | ------------------------------ | -------------------- |
| Panzer im Raum Haus, 150 m Distanz, fährt mit ca. 30 km/h | 56, Panzer Haus, 150 Meter, 30 | 15, Mitte, Halbe vor |
|                                                           | 56, Feuer frei!                |                      |

## Sicherheit

### Raum hinter der Waffe
Bei Abschuss der Rakete wurde hinten aus dem Raketenrohr die Antriebsabdeckung und die Zündhülse ausgeworfen. Die Zündhülse bestand aus einem etwa 10 cm langen Aluminiumrohr mit 1 cm Aussendurchmesser. Aufgrund der hohen kinetischen Energie der Zündhülse durfte sich in einem 8 Meter breiten und 50 Meter tiefen Raum hinter dem Raketenrohr keine Person aufhalten. Dies konnte vor allem beim Schwenken der Waffe infolge eines Zielwechsels zu Problemen führen, wenn der Lader nicht genügend auf die Position seiner Beine achtete.

### Verfrühter Abschuss
Das Raketenrohr besass aus Sicherheitsgründen zwei Sicherungshebel. Einen für den Schützen an der Abzugsvorrichtung und einen für den Lader am Rohrende, den sogenannten Sperrhebel. Solange nicht gefeuert wurde, befand sich der Sperrhebel auf Position S für Sicher oder L für Laden. Es kam wiederholt zu Unfällen, wenn der Lader beim Laden den Sperrhebel auf F für Feuer liess und nicht auf L stellte. Dadurch konnte der Schütze bereits während des Ladervorgangs erneut feuern, was bei Zündung des Raketentreibsatzes zu schweren Verbrennungen an den Händen des Laders führte.

### Rak-Abzeichen
Durch die leichte Wölbung des Schutzschildes wurde der Feuerstrahl der Rakete nach unten abgelenkt und das Raketenrohr 80 leicht nach oben gerissen. Befand sich der Schütze mit seinem Gesicht zu nahe am Lochvisier, wurde dieses zwischen seine Augenbrauen in die Stirn geschlagen, was in der Regel zu einer Platzwunde – dem Rak-Abzeichen – führte, welches mit zwei Stichen genäht werden musste.